# 马鲁瓦勒
马鲁瓦勒（法語：Maroilles，法語發音：[maʁwal] ⓘ）是法国上法蘭西大區北部省的一个市镇，属于埃尔普河畔阿韦讷区。

## 地名
该地名“Maroilles”发音为[maʁwal]而非[maʁwaj]，《世界地名翻译大辞典》与《世界地名译名词典》将其误译作“马鲁瓦耶”。

## 地理
马鲁瓦勒（50°8'6"N, 3°45'39"E）面积22.13 平方千米，位于法国上法蘭西大區北部省，该省份为法国最北部的省份及最长的省份，西北濒北海，西接加来海峡省，南至埃纳省和索姆省，东与比利时接壤。
与马鲁瓦勒接壤的市镇（或旧市镇、城区）包括：桑布尔河畔努瓦耶勒、蒂耶拉什地区泰尼耶尔、勒法夫里勒、格朗德费、朗德勒西、洛基尼奥勒、普里什。
马鲁瓦勒的时区为UTC+01:00、UTC+02:00（夏令时）。

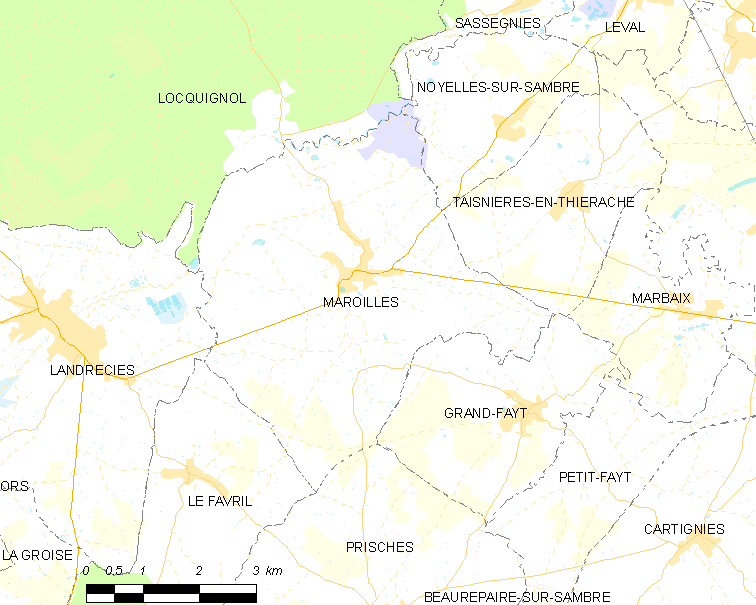
马鲁瓦勒的OSM定位图

## 行政
马鲁瓦勒的邮政编码为59550，INSEE市镇编码为59384。

## 政治
马鲁瓦勒所属的省级选区为埃尔普河畔阿韦讷县。

## 人口

1962-2008年间马鲁瓦勒人口变化图示

马鲁瓦勒于2022年1月1日时的人口数量为1445人。